# خوليو غالاردو
خوليو غالاردو (بالإسبانية: Julio Gallardo)‏ هو لاعب كرة قدم تشيلي في مركز مهاجم ‏، ولد في 16 مايو 1942 في فيلاريكا ‏ في تشيلي، وتوفي في 21 يونيو 1991 في سانتياغو في تشيلي. لعب مع نادي أونيفرسيداد كاتوليكا.

## وصلات خارجية
- خوليو غالاردو على موقع قاعدة بيانات كرة القدم.إي يو (الإنجليزية)
- خوليو غالاردو على موقع ناشيونال فوتبول تيمز (الإنجليزية)
- خوليو غالاردو على موقع عالم كرة القدم.نت (الإنجليزية)